# E adesso, pover'uomo?
E adesso, pover'uomo? (titolo tedesco: Kleiner Mann – was nun?) è un romanzo di Hans Fallada, che sebbene pubblicato per la prima volta nel giugno 1932, è ambientato tra il 1930 e il novembre 1932. Il libro fu un successo immediato in Germania, anche a causa delle vivide descrizioni della dura vita negli anni successivi al crollo azionario del 1929 e ai primi anni della Grande depressione. Il libro è stato anche la svolta per Fallada come scrittore di narrativa.
Dopo l'ascesa al potere di Adolf Hitler nel 1933, Fallada dovette apportare alcune modifiche al romanzo per rimuovere tutto ciò che metteva in cattiva luce i nazisti: un teppista appartenente alle Sturmabteilung (SA) dovette per esempio essere trasformato in un teppista tifoso di calcio; il libro poté rimanere in pubblicazione fino al 1941, dopodiché la carenza di carta limitò la stampa dei romanzi.
Nel 2016 fu ripubblicata in Germania un'edizione completa con circa 100 pagine aggiuntive rispetto alle 400 dell'edizione originale del 1932. I tagli erano stati effettuati, con il consenso di Fallada, dal suo editore Ernst Rowohlt. I critici tedeschi convennero che il tono e la struttura del romanzo non erano stati intaccati dai tagli, ma al tempo stesso le sezioni restaurate hanno aggiunto "colore e atmosfera", come un sogno simile alla fantasia dell'isola di Robinson Crusoe che porta il personaggio principale lontano dalla sua squallida vita quotidiana, una visita al cinema per vedere un film di Charlie Chaplin e una serata al Tanzpalast (Palazzo della Danza).
Kleiner Mann è oggi considerato un classico moderno in Germania, con la sua rappresentazione degli ultimi giorni della Repubblica di Weimar, ed è stato uno dei primi romanzi ad essere ripubblicato dopo la guerra nel 1947. Il suo successo nel 1932 salvò la casa editrice di Ernst Rowohlt, che gli diede il numero 1 nella sua serie numerata di romanzi tascabili. L'edizione completa del romanzo del 1932 è disponibile online in tedesco presso Projekt Gutenberg-DE.
Il film tedesco del 1933 E adesso, pover'uomo? fu girato sotto la censura nazista. Fallada aveva già osservato nel 1932 che la sceneggiatura si discostava molto dal suo romanzo e che gli sceneggiatori "avrebbero adottato un approccio diverso". Nel 1934 uscì il film statunitense Little Man, What Now? del regista Frank Borzage, che riflette chiaramente la situazione delle giovani generazioni tedesche di quel periodo, in particolare gli effetti della guerra e della crisi economica ed è un po' più vicino al romanzo rispetto al film tedesco.

## Trama
Il contabile Johannes Pinneberg e la sua fidanzata, la commessa Emma "Lämmchen" Mörschel, si sposano quando scoprono che è incinta di due mesi. Quasi immediatamente Pinneberg viene licenziato e deve trovare un nuovo lavoro nel bel mezzo della crisi economica.
La spregevole madre di Pinneberg, Mia, una tenutaria di locali notturni a Berlino, viene in soccorso trovando a suo figlio un lavoro come venditore nel grande magazzino berlinese Mandels. Tuttavia, Pinneberg è sotto forte pressione perché il capo, Spannfuss, introduce una quota mensile da raggiungere per tutti i venditori, pena il licenziamento. Questo porta ad una forte concorrenza tra i colleghi. Quando nasce il bambino, i soldi diventano di nuovo scarsi perché il rimborso dell'assicurazione sanitaria tarda ad arrivare.
Dopo un anno Pinneberg rende di meno nel suo lavoro da Mandels. Riceve molti avvertimenti a causa dei suoi ritardi ed è molto indietro con la sua quota di vendite mensile. Prega l'attore cinematografico Franz Schlüter, che si aggira nel negozio, di comprare qualcosa da lui. L'attore si rifiuta e si lamenta con il responsabile del comportamento di Pinneberg, e Pinneberg viene prontamente licenziato.
Nel novembre 1932 la famigliola si trasferisce illegalmente nella casa estiva di un ex collega di Pinneberg, 40 km a est di Berlino. Nonostante Pinneberg sia disoccupato da 14 mesi, sua moglie gli proibisce di rubare carbone; da parte sua, invece, rammenda calzini e confeziona abiti per le famiglie locali per guadagnare un po'. Uno dei viaggi di Pinneberg a Berlino finisce con un fiasco, poiché Pinneberg, con il suo aspetto trasandato, viene cacciato via dalla Friedrichstraße dalla polizia. La coppia si rende conto che il buon amore vecchio stile è tutto ciò che conta.
Fallada fornisce una descrizione dettagliata delle condizioni di vita della classe impiegatizia dell'epoca. Mostra anche i ruoli dei sindacati, delle istituzioni governative e del licenziamento nel mercato del lavoro, evidenziando anche i benefici del sistema di assistenza sociale tedesco che eroga per un certo periodo sussidi di disoccupazione, si occupa delle spese mediche quando nasce il bambino e indennizza Emma in modo che non debba lavorare nelle settimane prima e dopo il parto. Viene mostrato come le aziende sfruttano e mettono le persone della stessa classe l'una contro l'altra, tirando fuori il lato peggiore di tutti.